# 紅柄實蕨
紅柄實蕨（学名：Bolbitis scalpturata）为蘿蔓藤蕨科刺蕨屬下的一个种。